# Karl Staaf
Karl Gustaf Vilhelm Staaf (Estocolmo, 6 de abril de 1881 - Motala, 15 de fevereiro de 1953) foi um praticante de cabo de guerra e atleta da Suécia. Nos Jogos Olímpicos de Verão de 1900, fez parte da equipe mista formada por atletas dinamarqueses e suecos que conquistou a medalha de ouro do cabo de guerra. Participou também de quatro eventos do atletismo, ficando em quinto lugar no arremesso de martelo e sétimo no salto com vara, além de possuir resultados desconhecidos no salto triplo e no salto triplo sem impulsão.